# Portland (Tennessee)
Portland è una città degli Stati Uniti d'America, situata nello Stato del Tennessee, nella contea di Sumner e in una porzione nella contea di Robertson.